# Нью-Йоркский акварельный клуб
Нью-Йоркский акварельный клуб (англ. New York Watercolor Club) — некоммерческая организация американских художников, работающих в акварели.
Клуб был основан в 1890 году в Нью-Йорке и в этом же году провёл свою первую выставку. Был организован в ответ на отказ Американского акварельного общества принимать в свои ряды женщин-художниц и нежелание организовать ежегодную осеннюю выставку. Первым президентом клуба был художник Чайльд Гассам.

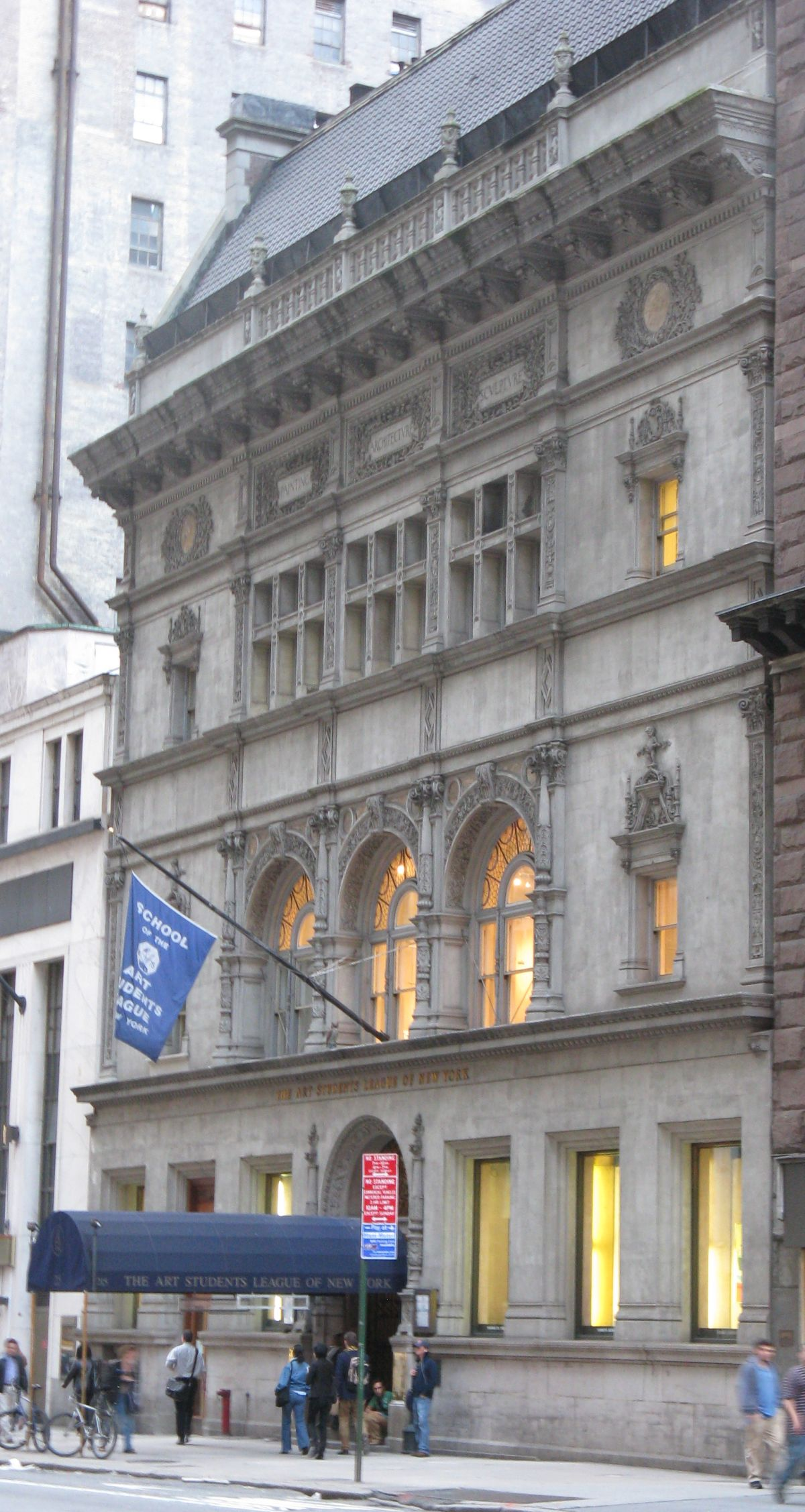
Здание со штаб-квартирой акварельного общества

Штаб-квартира организации и проводимые ею выставки были в здании Американского общества изящных искусств. В 1918 году в клубе насчитывалось 175 членов, и на своей ежегодной выставке представил 581 работу 301 художника. Причём из 581 работы 501 — были акварели.
В 1922 году клуб начал проводить совместные выставки с Американским акварельным обществом и в конечном счете он слился с ним в 1941 году. Президентом объединённой организации, существующей по настоящее время, стал Roy Henry Brown. Одними из самых известных художников, членов клуба и общества, были — Уильям Чейз, Лидия Эммет и Джон Ла Фарж.
Название этой организации иногда путают с Нью-Йоркским акварельным обществом (создан в 1850 году), президентом которого также был Чайльд Гассам.